# PXNDX: MTV Unplugged Tour
PXNDX: MTV Unplugged Tour es la tercera gira de conciertos de la banda mexicana Panda y la gira más corta que ha tenido la banda, esta para recordar la elaboración y el sentimiento de su MTV Unplugged  que fue lanzado el 23 de noviembre de 2010.

## Antecedentes
Los dueños del establecimiento "Escena Mty" querían contratar a PXNDX para un concierto exclusivo del Bonanza Tour pero como ya se habían presentado en la ciudad el pasado 1 de septiembre en la Arena Monterrey, la banda vio la oportunidad para recordar la elaboración de su mayor logro; el MTV Unplugged, por lo que solo se iba a hacer una sola presentación; el 3 de mayo de 2013, pero como hubo gran aceptación del público, se abrió una fecha más; el 4 de mayo del mismo año. pero la Ciudad de México quería su presentación del MTV Unplugged, por lo que la empresa mexicana OCESA, contrató a la banda para la última presentación de la gira el 5 de julio del mismo año.

## Recepción
A los primeros minutos que el Escena MYT abrió sus puertas para la preventa, se agotaron los boletos de la primera fecha, por lo que abrió la última, y volvió a suceder lo mismo, siendo ya dos llenos de esta gira, en el caso de la Ciudad de México igual en los dos días de la preventa del evento por medio del sistema de boletaje Ticketmaster casi se agotan los boletos en el mismo día, aquí tardó un poco más en venderse los boletos, pero esto no impidió de que se convirtiera en el tercer lleno de la gira.
Solo tres fechas tuvo esta gira y en las tres fechas se completó el aforo. Es considerada la gira más cotizada de la banda. Mientras se llevaba a cabo el Bonanza Tour se dieron estas tres fechas.

## Escenario
El escenario lo trataron de hacer como en el concierto grabado, y gracias a la decoración de cada recinto le dio el plus para una gran velada.

## Lista de canciones (MTV Unplugeed)
Acto I
1. Nuestra Aflicción (Poetics)
2. Narcisista por Excelencia (Amantes sunt amentes)
3. Solo a Terceros (Poetics)
4. Quinta Real (Poetics)
5. Feliz Cumpleaños (MTV Unplugeed)
6. Cita en el Quirófano (Para ti con desprecio)
7. Monstruo Comeastronautas (MTV Unplugeed)
8. Cuando no es Como debería hacer (Para ti con desprecio)
9. Sistema Sanguíneo Fallido (MTV Unplugeed)
10. Los Malaventurados no Lloran (Amantes sunt amentes)
11. Hombre de Lata	(MTV Unplugeed)
12. Amnistía (Poetics)
13. Procedimientos para llegar a un común Acuerdo (Amantes sunt amentes)

Acto II
1. Sangre Fría (Inédita)
2. Muñeca (Arroz con Leche)
3. Romance en Re Sostenido (Bonanza)
4. Envejecido en Barril de Roble (Bonanza)
5. Ya no Jalaba (La revancha del príncipe charro)

- A partir del Acto II fueron anexadas en la Noche del 3 de mayo de 2013 en Monterrey (No se Incluyen en el Disco)

## Fechas de la gira
| Fecha              | Ciudad           | País   | Lugar            | Concepto           |
| ------------------ | ---------------- | ------ | ---------------- | ------------------ |
| 3 de mayo de 2013  | Monterrey        | México | Escena Mty       | MTV Unplugged Tour |
| 4 de mayo de 2013  | Monterrey        | México | Escena Mty       | MTV Unplugged Tour |
| 5 de julio de 2013 | Ciudad de México | México | Pepsi Center WTC | MTV Unplugged Tour |